# Buddhizmus Németországban

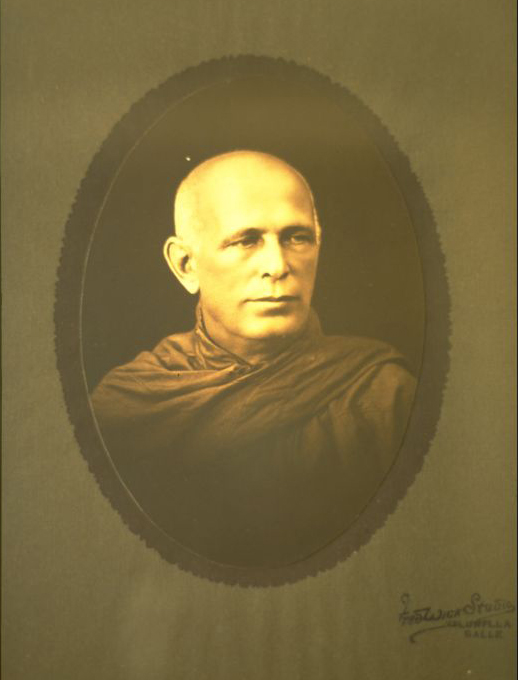
Nyanatiloka Maha Thera, német származású szerzetes

A buddhizmus Németországban több mint 150 évre tekint vissza. Arthur Schopenhauer volt az egyik legelső német, akire hatással volt a buddhizmus. Schopenhauer olyan szerzőktől szerezte a buddhizmussal kapcsolatos tudását, mint Isaac Jacob Schmidt (1779-1847). A német buddhisták illetve orientalistákra, mint például Karl Eugen Neumann, Paul Dahlke, Georg Grimm, Friedrich Zimmermann (Subhadra Bhikschu) és a legelső német szerzetesre, Nyanatiloka bhikkhura is hatással volt Schopenhauer. De az olyan német ideológusok is, mint Hermann Oldenberg és a Buddha - Élete, tanai, közössége („Buddha, sein Leben, seine Lehre, seine Gemeinde”) című műve jelentős hatással volt a németországi buddhizmusra.
1888-ban Subhadra Bickshu (Friedrich Zimmermann) publikálta a Buddhista katekizmus („Buddhistischer Katechismus”) első kiadását, amely Henry Steel Olcott hasonló című művére épült.
1903-ban alapította Karl Seidenstücker az első német buddhista szervezetet Lipcsében. Egy évvel később Florus Anton Gueth théraváda szerzetesként a Nyanatiloka Mahathera nevet vette fel. Fontos páli szövegeket fordítottak német nyelvre a 20. század elején. A fordítások többségét Karl Eugen Neumann (1865-1915), Nyantiloka és más, neves tudósok végezték.
1922-ben Hermann Hesse kiadta híres művét, a "Sziddhárta" című regényt, amelyet később sok nyelvre lefordítottak.
1924-ben Paul Dahlke megalapította Németország első buddhista kolostorát, a „Buddhista házat” Berlinben.
1952-ben Asoka Weeraratna megalapította a Német Dharmaduta Társaságot (első neve: Lanka Dhammaduta Társaság) és Buddha üzenetének a németországi és más nyugati országban történő terjesztésének szentelte az életét. Ugyanebben az évben alapította meg Anagarika Govinda a buddhista rend német ágát.
1957-ben a Német Dharmaduta Társaság megvásárolta a „Buddhista házat”, amely ma a théraváda irányzat terjesztését tűzte ki feladatául Európában. Európa második legrégibb buddhista szervezeteként a német hatóságok nemzeti örökségi helyszínnek jelölték az épületet.
A német buddhista unió szerint mintegy 245 ezer aktív buddhista él Németországban (2005), amelynek a fele ázsiai bevándorló. Ezek az emberek összesen hozzávetőleg 600 csoportba tömörülnek, holott 1977-ben még csak 15 fajta buddhista csoport működött az országban.